# Вільям Джон Дуейн
Вільям Джон Дуейн (англ. William John Duane; 9 травня 1780, Клонмель, Ірландія — 27 вересня 1865, Філадельфія, США) — 11-й міністр фінансів США.

## Біографія
Вільям Джон Дуейн народився 9 травня 1780 в ірландському місті Клонмель. У 1796 його родина переїхала в США, і він влаштувався складачем в філадельфійську газету «True Believer». Двома роками пізніше його батько отримав посаду редактора в газеті «Aurora», і Вільям влаштувався в неї складачем. Там він пропрацював до 1806 року. Працюючи в газеті, він постійно довідувався про поточні політичні дискусії, що пробудило в ньому інтерес до політики. У 1809 році Дуейн став членом палати представників Пенсільванії від республіканської партії, проте не зміг переобратися в 1810 році. Два роки по тому він залишив газетну справа і одночасно з повторним обранням в палату представників Пенсільванії в 1812 році почав здобувати вищу освіту. У 1815 році Дуейн отримав право адвокатської практики в суді, але в той же час не зміг отримати посаду в Конгресі США і перестав бути членом палати представників штату. Два роки по тому йому не вдалося повернути посаду в палаті, проте він досяг успіху в 1819 році. Через рік він став обвинувачем при суді мера Філадельфії. У 1824 році Дуейн відмовився від чергової участі в виборах до Конгресу, вступивши натомість в 1828 році в філадельфійський демократичний Комітет по зв'язку. У наступному 1829 році Дуейн увійшов до верхньої палати муніципальної ради Філадельфії, після чого президент Джексон призначив його своїм спеціальним уповноваженим в Данії. Коли розгорілися суперечки щодо ефективності політики, що проводиться державним банком, міністром фінансів був призначений Дуейн, який виступав за віддалення держбанку від політики держави. Втім, довго Дуейн на своїй посаді не протримався. З огляду на незгоду з тим, що державні фонди переводяться в банки штату, він пішов у відставку всього лише через 3 місяці після перебуваня на посаді. Після цього Дуейн повернувся до адвокатської практики.
Помер 27 вересня 1865 року в Філадельфії.